# Guty (Giżycko)
Guty (deutsch Gutten) ist ein Ort in der polnischen Woiwodschaft Ermland-Masuren und gehört zur Gmina Giżycko (Landgemeinde Lötzen) im Powiat Giżycki (Kreis Lötzen).

## Geographische Lage
Guty liegt am Westufer des Kissainsees (polnisch Jezioro Kisajno) im nördlichen Osten der Woiwodschaft Ermland-Masuren. Die Kreisstadt Giżycko (Lötzen) ist sieben Kilometer in südöstlicher Richtung entfernt.

## Geschichte
Gutten wurde zwischen 1507 und 1513 gegründet. Erwähnt wird der später aus mehreren Höfen und Gehöften bestehende Ort am 7. Juli 1531, als Dietrich von Schlieben dem Deutschen Gutt (aus Gutten) acht Hufen am Kissainsee verschreibt, die dieser seiner Zeit von Dietrich von Babenhausen gekauft hatte. Da er jetzt die Restschuld bezahlt hat, erhält er die Handfeste. Im Jahre 1536 bestätigt Herzog Albrecht dem Peter Gutt die Verschreibung.
1785 hat Gutten acht Feuerstellen, 1818 sind es neun bei 73 Einwohnern.
Zwischen 1874 und 1945 war Gutten in den Amtsbezirk Kamionken (polnisch Kamionki) eingegliedert, der – 1928 in „Amtsbezirk Steintal“ umbenannt – zum Kreis Lötzen im Regierungsbezirk Gumbinnen (1938 bis 1945: Regierungsbezirk Allenstein) in der preußischen Provinz Ostpreußen gehörte.
In Gutten lebten im Jahre 1910 insgesamt 82 Einwohner. Ihre Zahl stieg bis 1925 auf 96, belief sich 1933 auf 90 und betrug 1939 noch 89. Aufgrund der Bestimmungen des Versailler Vertrags stimmte die Bevölkerung im Abstimmungsgebiet Allenstein, zu dem Gutten gehörte, am 11. Juli 1920 über die weitere staatliche Zugehörigkeit zu Ostpreußen (und damit zu Deutschland) oder den Anschluss an Polen ab. In Gutten stimmten 80 Einwohner für den Verbleib bei Ostpreußen, auf Polen entfielen keine Stimmen.
Im Jahre 1945 wurde Gutten in Kriegsfolge mit dem gesamten südlichen Ostpreußen nach Polen überführt und erhielt die polnische Namensform „Guty“. Heute ist der Ort Sitz eines Schulzenamtes (polnisch sołectwo) und eine Ortschaft im Verbund der Gmina Giżycko (Landgemeinde Lötzen) im Powiat Giżycki (Kreis Lötzen), vor 1998 der Woiwodschaft Suwałki, seither der Woiwodschaft Ermland-Masuren zugeordnet.

## Religionen
Bis 1945 war Gutten in die Evangelische Pfarrkirche Lötzen in der Kirchenprovinz Ostpreußen der Kirche der Altpreußischen Union und in die Katholische Pfarrkirche St. Bruno Lötzen im Bistum Ermland eingepfarrt. 
Heute gehört Guty zur katholischen Pfarrei in Kamionki (Kamionken, 1928 bis 1945 Steintal) im Bistum Ełk (Lyck) der Römisch-katholischen Kirche in Polen bzw. zur Evangelischen Pfarrkirche Giżycko in der Diözese Masuren der Evangelisch-Augsburgischen Kirche in Polen.

## Verkehr
Guty ist von der polnischen Woiwodschaftsstraße DW 592 (einstige deutsche Reichsstraße 135) aus über eine Nebenstraße zu erreichen, die von Piękna Góra (Schönberg) nach Kamionki führt. Eine Bahnanbindung besteht nicht.